# Rafael Molins Marcet

Rafael Molins Marcet (Sabadell, 1900-1993)  fue un fotógrafo español.
Aprendió fotografía en el taller de Joan Vilatobà i Fígols donde entró de aprendiz con nueve años de edad. Su trabajo se vio influido por la obra de Vilatoba y por tanto del pictorialismo.
Su trabajo se centró en el retrato realizado en el estudio fotográfico de Vilatoba y posteriormente en el suyo propio, aunque también realizó algunos reportajes en exteriores. En sus trabajos se observa una gran influencia del Simbolismo y el Novecentismo.
En 1998 se realizó una exposición retrospectiva sobre su obra en el Museo de Arte de Sabadell, en el marco de la Primavera Fotográfica de Barcelona.
Su hijo Rafael Molins Alaix también se dedicó a la fotografía en el estudio que la familia tenía en la calle Calderón, pero a mitad del siglo XX comenzó a especializarse en fotografía industrial.